# Libri più venduti
Secondo il Guinness World Records del 1995, la Bibbia è il libro più venduto di tutti i tempi con un volume di vendite di circa 5-7 miliardi di copie. Le stime di altri testi religiosi includono almeno 800 milioni di copie per il Corano e 190 milioni di copie per il Libro di Mormon. Con oltre 600 milioni di copie vendute in tutto il mondo, Harry Potter di J. K. Rowling è la serie più venduta di sempre.
Elenco dei singoli libri più venduti, da 2 milioni di copie in su, parziale:
- Don Chisciotte della Mancia di Miguel de Cervantes Saavedra (1605-1615) - 500 milioni di copie vendute[4][5]
- Racconto di due città (A Tale of Two Cities) di Charles Dickens (1859) - oltre 200 milioni di copie vendute[6][7][8]
- Il piccolo principe (Le Petit Prince) di Antoine de Saint-Exupéry (1943) - 200 milioni di copie vendute[9][10][11]
- La Compagnia dell'Anello di J.R.R. Tolkien (1954) - 150 milioni di copie vendute[5]
- L'alchimista (O Alquimista) di Paulo Coelho (1988) - 150 milioni di copie vendute[12][13]
- Harry Potter e la pietra filosofale (Harry Potter and the Philosopher's Stone) di J. K. Rowling (1997) - 120 milioni di copie vendute[14][15]
- Il sogno della camera rossa (红楼梦) di Cao Xueqin (1791) - 100 milioni di copie vendute[16][17]
- Le avventure di Alice nel Paese delle Meraviglie (Alice's Adventures in Wonderland) di Lewis Carroll (1865) - circa 100 milioni di copie vendute[18]
- Scautismo per ragazzi di Robert Baden-Powell (1908) - 100 milioni di copie vendute[5]
- Lo Hobbit o la riconquista del tesoro (The Hobbit, or There and Back Again) di J. R. R. Tolkien (1937) - 100 milioni di copie vendute[19][20][21]
- Dieci piccoli indiani (And Then There Were None) di Agatha Christie (1939) - 100 milioni di copie vendute[22]
- Il leone, la strega e l'armadio (The Lion, the Witch and the Wardrobe) di C. S. Lewis (1950) - 85 milioni di copie vendute[18]
- La donna eterna (She: A History of Adventure) di H. Rider Haggard (1887) - 83 milioni di copie vendute[23]
- Le avventure di Pinocchio. Storia di un burattino di Carlo Collodi (1883) - 80 milioni di copie vendute[4][5]
- Il codice da Vinci (The Da Vinci Code) di Dan Brown (2003) - 80 milioni di copie vendute[24]
- Harry Potter e la camera dei segreti (Harry Potter and the Chamber of Secrets) di J. K. Rowling (1998) - 77 milioni di copie vendute[25]
- Il giovane Holden (The Catcher in the Rye) di J. D. Salinger (1951) - 65 milioni di copie vendute[26]
- Harry Potter e il prigioniero di Azkaban (Harry Potter and the Prisoner of Azkaban) di J. K. Rowling (1999) - 65 milioni di copie vendute[27]
- Harry Potter e il calice di fuoco (Harry Potter and the Goblet of Fire) di J. K. Rowling (2000) - 65 milioni di copie vendute[27]
- Harry Potter e l'Ordine della Fenice (Harry Potter and the Order of the Phoenix) di J. K. Rowling (2003) - 65 milioni di copie vendute[27]
- Harry Potter e il principe mezzosangue (Harry Potter and the Half-Blood Prince) di J. K. Rowling (2005) - 65 milioni di copie vendute[27]
- Harry Potter e i Doni della Morte (Harry Potter and the Deathly Hallows) di J. K. Rowling (2007) - 65 milioni di copie vendute[27]
- I ponti di Madison County (The Bridges of Madison County) di Robert James Waller (1992) - 60 milioni di copie vendute[28]
- Black Beauty - Autobiografia di un cavallo (Black Beauty: The Autobiography of a Horse) di Anna Sewell (1877) - 50 milioni di copie vendute[29]
- Heidi di Johanna Spyri (1880) - 50 milioni di copie vendute[30]
- Anna dai capelli rossi (Anne of Green Gables) Lucy Maud Montgomery (1908) - 50 milioni di copie vendute[31]
- La tela di Carlotta (Charlotte's Web) di E. B. White (1952) - 50 milioni di copie vendute[32]
- Lolita di Vladimir Vladimirovič Nabokov (1955) - 50 milioni di copie vendute[33]
- Cent'anni di solitudine (Cien años de soledad) di Gabriel García Márquez (1967) - 50 milioni di copie vendute[34][35]
- La collina dei conigli (Watership Down) di Richard Adams (1972) - 50 milioni di copie vendute[36]
- La notte dell'aquila (The Eagle Has Landed) di Jack Higgins (1975) - 50 milioni di copie vendute[37]
- Il rapporto Hite. Una inchiesta nuova sulla sessualità femminile (The Hite Report) di Shere Hite (1976) - 50 milioni di copie vendute[38]
- Il nome della rosa di Umberto Eco (1980) - 50 milioni di copie vendute[39]
- La storia di Peter Coniglio (The Tale of Peter Rabbit) di Beatrix Potter (1902) - 45 milioni di copie vendute[40]
- Il piccolo Bruco Maisazio (The Very Hungry Caterpillar) di Eric Carle (1969) - 43 milioni di copie vendute[41]
- A Message to Garcia di Elbert Hubbard (1899) - 40 milioni di copie vendute[42]
- Il buio oltre la siepe (To Kill a Mockingbird) di Harper Lee (1960) - 40 milioni di copie vendute[43]
- Fiori senza sole (Flowers in the Attic) di V. C. Andrews (1979) - 40 milioni di copie vendute[44]
- Cosmo (Cosmos) di Carl Sagan (1980) - 40 milioni di copie vendute[45]
- Il mondo di Sofia (Sofies verden) di Jostein Gaarder (1991) - 40 milioni di copie vendute[46]
- Angeli e demoni (Angels & Demons) di Dan Brown (2000) - 39 milioni di copie vendute[47]
- Caino e Abele (Kane and Abel) di Jeffrey Archer (1979) - 37 milioni di copie vendute[48]
- Guerra e pace (Война и мир) di Lev Tolstoj (1863-1869) - 35 milioni di copie vendute in Russia[49]
- Diario di Anna Frank di Anna Frank (1947) - 35 milioni di copie vendute[50]
- Le vostre zone erronee di Wayne W. Dyer (1976) - 35 milioni di copie vendute[51]
- Il cacciatore di aquiloni (The Kite Runner) di Khaled Hosseini (2003) - 31,5 milioni di copie vendute[52]
- Il grande Gatsby (The Great Gatsby) di Francis Scott Fitzgerald (1925) - circa 30 milioni di copie vendute[53]
- Via col vento (Gone with the Wind) di Margaret Mitchell (1936) - circa 30 milioni di copie vendute[54]
- Uomini che odiano le donne (Män som hatar kvinnor) di Stieg Larsson (2005) - circa 30 milioni di copie vendute[55]
- Memorie di Adriano di Marguerite Yourcenar (1951) - 25 milioni di copie vendute[56][57]
- Dal big bang ai buchi neri. Breve storia del tempo (A Brief History of Time) di Stephen Hawking (1988) - circa 25 milioni di copie vendute[58]
- Colpa delle stelle (The Fault in Our Stars) di John Green (2012) - 23 milioni di copie vendute[59]
- Orgoglio e pregiudizio (Pride and Prejudice) di Jane Austen (1813) - 20 milioni di copie vendute[60][61]
- Le avventure di Huckleberry Finn di Mark Twain (1884) - 20 milioni di copie vendute[62]
- La fabbrica di cioccolato di Roald Dahl (1964) - 20 milioni di copie vendute[63]
- Dune di Frank Herbert (1965) - 20 milioni di copie vendute[64]
- The secret - Il segreto (The Secret) di Rhonda Byrne (2006) - 20 milioni di copie vendute[65]
- La ragazza della palude (Where the Crawdads Sing) di Delia Owens (2018) - 18 milioni di copie vendute[66][67]
- La storia infinita (Die unendliche Geschichte) di Michael Ende (1979) - 16 milioni di copie vendute[68]
- Va' dove ti porta il cuore di Susanna Tamaro (1994) - 16 milioni di copie vendute[69][70][71][72]
- Tutta la luce che non vediamo (All the Light We Cannot See) di Anthony Doerr (2014) - 15,3 milioni di copie vendute[73]
- Cinquanta sfumature di grigio (Fifty Shades of Grey) di E. L. James (2011) - 15,2 milioni di copie vendute[74]
- Guida galattica per gli autostoppisti (The Hitchhiker's Guide to the Galaxy) di Douglas Adams (1980) - oltre 15 milioni di copie vendute[75]
- Il profumo (Das Parfum - Die Geschichte eines Mörders) di Patrick Süskind (1985) - 15 milioni di copie vendute[76]
- I pilastri della Terra (The Pillars of the Earth) di Ken Follett (1989) - 15 milioni di copie vendute[77]
- L'ombra del vento (La sombra del viento) di Carlos Ruiz Zafón (2001) - 15 milioni di copie vendute[78]
- Lo squalificato (Ningen Shikkaku) di Osamu Dazai (1948) - 12 milioni di copie vendute[79]
- Il tatuatore di Auschwitz di Heather Morris (2017) - 12 milioni di copie vendute[80]
- Divina Commedia di Dante Alighieri (1321) - 11-12 milioni di copie vendute nel XX secolo[81]
- La fattoria degli animali (Animal Farm) di George Orwell (1945) - 11 milioni di copie vendute[82]
- L'esorcista (The Exorcist) di William Peter Blatty (1971) - 11 milioni di copie vendute[83]
- Il silenzio degli innocenti (The Silence of the Lambs) di Thomas Harris (1988) - 11 milioni di copie vendute[84]
- La mia vita per la libertà (સત્યના પ્રયોગો અથવા આત્મકથા) di Mohandas Karamchand Gandhi (1925-1929) - 10 milioni di copie vendute[85]
- La via del tabacco (Tobacco Road) di Erskine Caldwell (1932) - 10 milioni di copie vendute[86]
- Fahrenheit 451 di Ray Bradbury (1953) - 10 milioni di copie vendute[87]
- La corsa di Billy (The Front Runner) di Patricia Nell Warren (1974) - 10 milioni di copie vendute[88]
- The Goal di Eliyahu M. Goldratt (1984) - 10 milioni di copie vendute[89]
- Il diario di Bridget Jones (Bridget Jones's Diary) di Helen Fielding (1995) - 10 milioni di copie vendute[90]
- Le ceneri di Angela (Angela's Ashes) di Frank McCourt (1996) - 10 milioni di copie vendute[91]
- Vita di Pi (Life of Pi) di Yann Martel (2001) - 10 milioni di copie vendute[92]
- L'aiuto (The Help) di Kathryn Stockett (2009) - 10 milioni di copie vendute[93]
- La biblioteca di mezzanotte (The Midnight Library) di Matt Haig (2020) - 9 milioni di copie vendute[94][95][96]
- Il racconto dell'ancella (The Handmaid's Tale) di Margaret Atwood (1985) - 8 milioni di copie vendute in inglese[97]
- Il dio delle piccole cose (The God of Small Things) di Arundhati Roy (1997) - oltre 6 milioni di copie vendute[98]
- L'uomo di Marte (The Martian) di Andy Weir (2011) - 5 milioni di copie vendute in Nord America[99]
- Carrie di Stephen King (1974) - 4 milioni di copie vendute[100]
- Quel che resta del giorno (The Remains of the Day) di Kazuo Ishiguro - 2 milioni di copie vendute (1989)[101]
- La ragazza con l'orecchino di perla (Girl with a Pearl Earring) di Tracy Chevalier (1999) - 2 milioni di copie vendute[102]
- Lo strano caso del cane ucciso a mezzanotte (The Curious Incident of the Dog in the Night-Time) di Mark Haddon (2003)- 2 milioni di copie vendute[103]
- Non lasciarmi (Never Let Me Go) di Kazuo Ishiguro - 2 milioni di copie vendute (2005)[101]
- La verità sul caso Harry Quebert (La Vérité sur l'affaire Harry Quebert) di Joël Dicker (2012) - oltre 2 milioni di copie vendute[104]
- Tanti piccoli fuochi (Little Fires Everywhere) di Celeste Ng (2017) - oltre 2 milioni di copie vendute[105]